# Usina Hidrelétrica de Itutinga
A Usina Hidrelétrica de Itutinga é um empreendimento para a geração de energia elétrica pelo barramento do rio Grande no limite entre os municípios de Itutinga e Nazareno. A concessão para exploração de energia pertence à Companhia Energética de Minas Gerais.
Localiza-se no curso superior do Rio Grande, a cinco quilômetros da jusante da Usina Hidrelétrica de Camargos.

## Toponímia
"Itutinga" é um termo de origem tupi que significa "cachoeira branca", através da junção dos termos ytu ("cachoeira") e ting ("branco").

## Características

### Funcionamento
É considerada uma usina hidrelétrica a fio d'água, com um reservatório que inunda uma área de apenas 2,03 Km2 (25,81% no Município de Itutinga e 74,18% no Município de Nazareno).
A queda d'água efetiva para geração de energia elétrica é de 25 m.

### Barragem
O barramento da usina é constituído de duas partes distintas, construídas em concreto e terra, localizados na margem direita e esquerda do rio Grande, respectivamente. A extensão do vertedor livre da barragem de concreto é de 246,50 metros e tem uma altura máxima, sobre as fundações, de 23,0 metros com cinco comportas.
A parte do barramento de terra, localizada à margem esquerda do rio foi construída em argila laterítica. Possui um enrocamento de proteção a montante e um filtro de brita e areia a jusante.

### Reservatório
O reservatório da usina inunda uma área de 1,55 km² no máximo normal. A área máxima inundada (máximo maximorum) foi de 1,72 km² e o mínimo normal é de 0,74 km². A cota do reservatório normal é de 886 metros de altitude em relação ao nível do mar.
O volume do reservatório é de 11,4 hm³, dos quais 7,23 hm³ são o volume útil e 4,17 hm³ são o volume morto. A depleção máxima observada do reservatório é de 60 cm/dia. A vida útil do reservatório é de 55 anos.